# Typhlodromus wrenschae
Typhlodromus wrenschae är en spindeldjursart som beskrevs av Edward A. Ueckermann och Loots 1988. Typhlodromus wrenschae ingår i släktet Typhlodromus och familjen Phytoseiidae. Inga underarter finns listade i Catalogue of Life.